# Glogovac (Knjaževac)
Pour les articles homonymes, voir Glogovac.
Glogovac (en serbe cyrillique : Глоговац) est un village de Serbie situé dans la municipalité de Knjaževac, district de Zaječar. Au recensement de 2011, il comptait 63 habitants.

## Démographie
| 1948 | 1953 | 1961 | 1971 | 1981 | 1991 | 2002 | 2011 |
| ---- | ---- | ---- | ---- | ---- | ---- | ---- | ---- |
| 284  | 288  | 262  | 208  | 153  | 114  | 73   | 63   |

|  |